# 379 (szám)
A 379 (római számmal: CCCLXXIX) egy természetes szám, prímszám.

## A szám a matematikában
A tízes számrendszerbeli 379-es a kettes számrendszerben 101111011, a nyolcas számrendszerben 573, a tizenhatos számrendszerben 17B alakban írható fel.
A 379 páratlan szám, prímszám. Pillai-prím. Normálalakban a 3,79 · 102 szorzattal írható fel.
A 379 négyzete 143 641, köbe 54 439 939, négyzetgyöke 19,46792, köbgyöke 7,23680, reciproka 0,0026385. A 379 egység sugarú kör kerülete 2381,32723 egység, területe 451 261,51035 területegység; a 379 egység sugarú gömb térfogata 228 037 483,2 térfogategység.